# Bolbula widenmanni
Bolbula widenmanni är en bönsyrseart som beskrevs av Werner 1906. Bolbula widenmanni ingår i släktet Bolbula och familjen Iridopterygidae. Inga underarter finns listade i Catalogue of Life.